# Tita García
María Agustina «Tita» García Élez (Talavera de la Reina, 30 de junio de 1980) es una política española del Partido Socialista Obrero Español (PSOE), alcaldesa de Talavera de la Reina entre 2019 y 2023. En abril de 2017 fue nombrada consejera de Fomento del Gobierno de Castilla-La Mancha, cargo que ejerció hasta 2019.

## Biografía

### Primeros años
Nacida el 30 de junio de 1980 en Talavera de la Reina, Agustina García, conocida como «Tita», se licenció en Ciencias Económicas por la Universidad Autónoma de Madrid y se diplomó en Ciencias Empresariales por el Centro de Estudios Universitarios de su ciudad natal. Secretaria desde 2009 de las Juventudes Socialistas de Talavera, se presentó como candidata en el número 4 de la lista del Partido Socialista Obrero Español (PSOE) para las elecciones municipales de 2011 en el municipio. Resultó elegida como concejala del Ayuntamiento de Talavera de la Reina para el período 2011-2015.

### Diputada y consejera autonómica

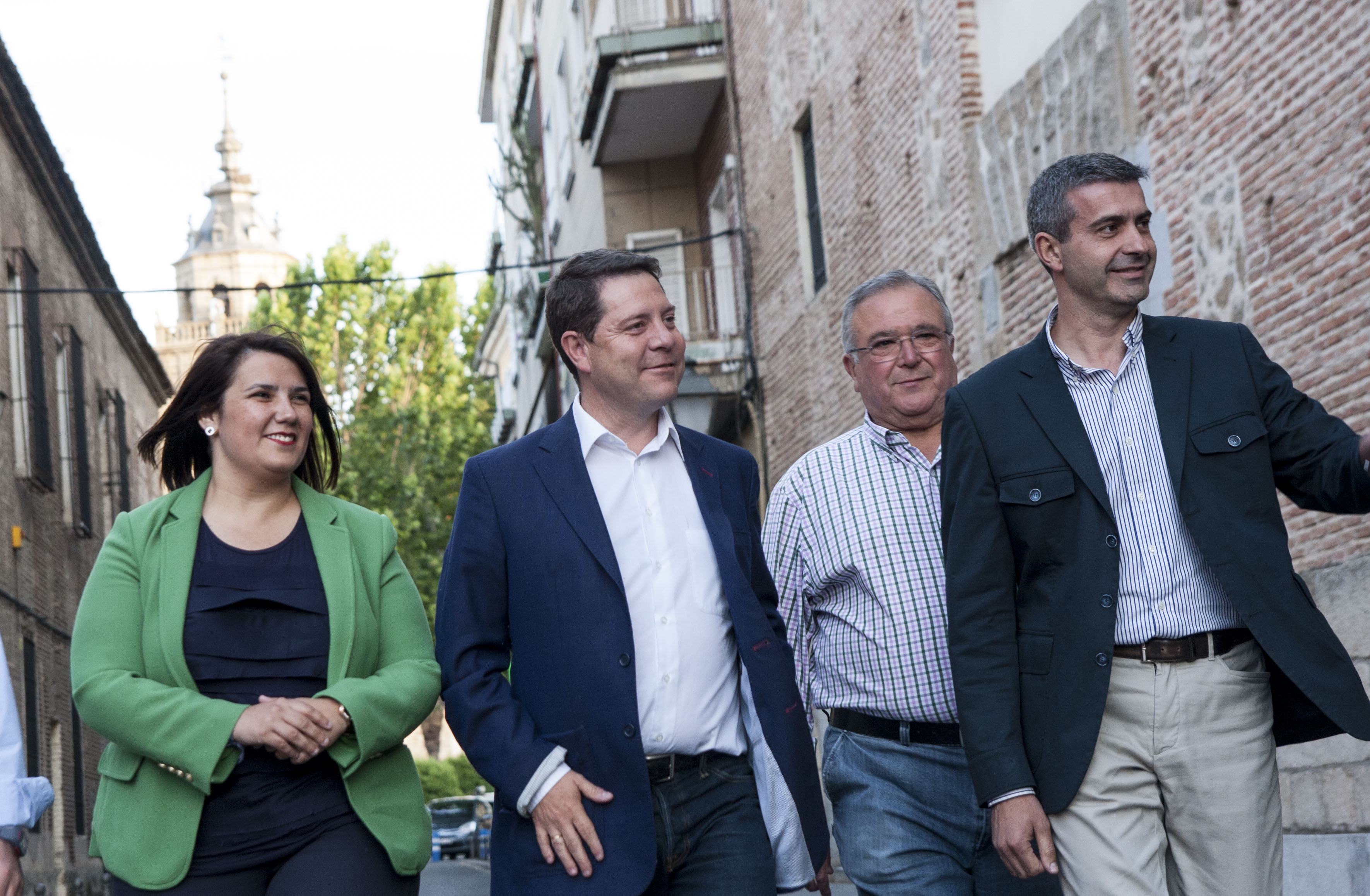
Junto a Emiliano García-Page, Javier Corrochano y Álvaro Gutiérrez Prieto durante la campaña electoral de 2015 en Talavera de la Reina.

Fue incluida en el puesto número dos de la lista del PSOE para las elecciones a las Cortes de Castilla-La Mancha de mayo de 2015 por la circunscripción de Toledo encabezada por Emiliano García-Page, y se convirtió en diputada de la novena legislatura del parlamento regional.
Después de la muerte en el cargo de la consejera de Fomento Elena de la Cruz, Tita García tomó posesión del cargo como nueva consejera de Fomento del Gobierno de Castilla-La Mancha el 10 de abril de 2017. Causó baja como diputada el 18 de abril, siendo sustituida en la cámara por Fernando Mora Rodríguez.
En febrero de 2018 fue elegida por mayoría absoluta secretaria general de la agrupación socialista en Talavera de la Reina y
Tras ser elegida en primarias como aspirante del PSOE a la alcaldía de Talavera de la Reina en febrero de 2019 (con un 86,28% de apoyos a su candidatura) el 26 de mayo la lista del PSOE obtuvo en las elecciones municipales una mayoría absoluta de 14 concejales en el pleno del Ayuntamiento de Talavera de la Reina (sobre un total de 25). Fue investida alcaldesa el 15 de junio con la mayoría absoluta de los votos del pleno (14 concejales).

## Resultados electorales
| Elecciones                                             | Candidatura | Circunscripción | Puesto en la lista | Resultado |
| ------------------------------------------------------ | ----------- | --------------- | ------------------ | --------- |
| Elecciones municipales de 2011 en Talavera de la Reina | PSOE        | n/a             | 4.ª (de 25)        | Electa    |
| Elecciones autonómicas de 2015 en Castilla-La Mancha   | PSOE        | Toledo          | 2.ª (de 9)         | Electa    |
| Elecciones municipales de 2019 en Talavera de la Reina | PSOE        | n/a             | 1.ª (de 25)        | Electa    |
| Elecciones municipales de 2023 en Talavera de la Reina | PSOE        | n/a             | 1.ª (de 25)        | Electa    |